# Memphis Street Railway Company
Die Memphis Street Railway Company betrieb von 1895 an die 1947 stillgelegte Straßenbahn in Memphis. Von 1931 bis 1960 unterhielt sie darüber hinaus ein Oberleitungsbusnetz.

## Geschichte
Die Memphis Street Railway Company wurde am 28. März 1895 unter Zusammenlegung der Citizens Street Railroad, der City & Suburban Railway, der East End Street Railway, der Memphis & Raleigh Springs Railroad und weiteren Betrieben gegründet. Zur Gesellschaft gehörte als Tochterunternehmen die Memphis & Lake View Railway, der Nachfolger der Memphis Interurban Company. Diese betrieb mit vier geschlossenen Fahrzeugen die 10,83 Meilen lange Überlandlinie nach Lake View im benachbarten Bundesstaat Mississippi.
im Jahr 1958 erlosch die Gesellschaft. Nachfolger wurde die Memphis Transit Company, die ihrerseits 1961 in der im öffentlichen Eigentum befindlichen Memphis Area Transit Authority (MATA) aufging.

## Straßenbahn

### Strecken und Linien
Im Jahr 1911 bestand das Netz mit seiner größten Ausdehnung aus 51 Meilen zweigleisigen und 26,5 Meilen eingleisigen Strecken. Bis zu 14 Linien wurden betrieben, die längste verkehrte von der Downtown (dem Stadtzentrum) zum Soldatenfriedhof Memphis National Cemetery nahe dem Vorort Raleigh. Ab den 1930er Jahren wurden die Linien nach und nach zugunsten des Omnibusverkehrs aufgegeben.
Die Stromversorgung erfolgte über eine Oberleitung mittels Stangenstromabnehmern.

### Fahrzeuge
Die Gesellschaft verfügte im Jahr 1911 über 132 geschlossene und 109 offene Fahrzeuge sowie 69 Semi-convertibles (geschlossen oder offen nutzbare Straßenbahnwagen). Die Fahrzeuge waren in der Regel einzeln unterwegs, Beiwagenverkehr existierte bei der Bahn nach Lake View.

## Oberleitungsbus
Die Oberleitungsbusse lösten ab 1931 sukzessiv die Straßenbahnen ab. 1960 wurde die letzte O-Buslinie zugunsten von Dieselbussen wieder eingestellt.